# Герб Острогозька
Герб Острогозька — один з офіційних символів міста Острогозьк. Затверджений 15 вересня 2000 року.

## Символіка
За основу герба Острогозька взятий історичний герб міста, затверджений 21 вересня 1781 року, опис якого мовить: «у зеленому полі, золотий житній сніп показує багаті жнива областей цього міста.»
Золото — символ міцності, величі, багатства, інтелекту й великодушності.
Зелений колір — символ весни, радості, надії, життя, природи, а також символ здоров'я.
Сучасний герб затверджений постановою Острогозької міськради народних депутатів (№ 15) від 15 вересня 2000 року. Герб внесений до Державного геральдичного реєстру під № 655.
Рада народних депутатів міського поселення-місто Острогозьк ухвалила рішення № 174 від 29 березня 2007 року «Про затвердження положень про герб і прапор міського поселення-міста Острогозьк».